# Loyola (Metro de Chicago)
Loyola es una estación en la línea Roja del Metro de Chicago. La estación se encuentra localizada en 1200 West Loyola Avenue en Chicago, Illinois. La estación Loyola fue inaugurada el 16 de mayo de 1908.  La Autoridad de Tránsito de Chicago es la encargada por el mantenimiento y administración de la estación. La estación se encuentra cerca de la Universidad Loyola Chicago.

## Descripción
La estación Loyola cuenta con 1 plataforma central y 4 vías. 

## Conexiones
La estación es abastecida por las siguientes conexiones: 
- Rutas del CTA Buses: #147 Outer Drive Express #151 Sheridan #155 Devon